# Ammoglanis diaphanus
Ammoglanis diaphanus es una especie de peces de la familia Trichomycteridae en el orden de los Siluriformes.

## Morfología
• Los machos pueden llegar alcanzar los 1,9 cm de longitud total.
- Número de  vértebras: 33.[1][2]

## Hábitat
Es un pez de agua dulce y de clima tropical.

## Distribución geográfica
Se encuentran en Sudamérica: río Java ( cuenca del río Araguaia en Brasil ).